# Call of Duty: Black Ops III
Call of Duty: Black Ops III – komputerowa gra akcji z serii Call of Duty wyprodukowana przez amerykańskie studio Treyarch (wersja na PlayStation 3 i Xbox 360 została wyprodukowana przez Beenox). Gra została wydana przez Activision Blizzard 6 listopada 2015 roku na platformy PC, PlayStation 3, PlayStation 4, Xbox 360 oraz Xbox One.

## Fabuła
Akcja gry rozgrywa się w 2065 roku, 40 lat po ataku bezzałogowych statków powietrznych zorganizowanym przez Raula Menendeza. Wersja na PS3 i X360 pozbawiona jest kampanii jednoosobowej (single-player).

## Ścieżka dźwiękowa
Ścieżka dźwiękowa Call of Duty: Black Ops III (Official Soundtrack) została skomponowana przez Jacka Walla i została wydana przez Activision 6 listopada 2015 roku.

### Lista utworów
| Nr  | Tytuł                                      | Długość |
| --- | ------------------------------------------ | ------- |
| 1.  | „I Live” (Electronic Version) (Brian Tuey) | 3:52    |
| 2.  | „The Frozen Forest”                        | 2:55    |
| 3.  | „Prologue / Black Ops”                     | 4:12    |
| 4.  | „New World / From the Brink of Death”      | 3:17    |
| 5.  | „Sarah Hall”                               | 1:24    |
| 6.  | „Chasing Secrets”                          | 1:58    |
| 7.  | „The 54 Immortals”                         | 1:48    |
| 8.  | „Shanty Town / Riding the Tempest”         | 1:18    |
| 9.  | „Into the Q Zone”                          | 2:00    |
| 10. | „In Darkness”                              | 1:38    |
| 11. | „Cloud Mountain”                           | 2:05    |
| 12. | „P.A.W.W.S.”                               | 1:45    |
| 13. | „Ignition” (Brian Tuey)                    | 3:45    |
| 14. | „Coalescence”                              | 0:40    |
| 15. | „Horrors at the Silo”                      | 3:17    |
| 16. | „Diaz”                                     | 2:28    |
| 17. | „Vengeance”                                | 3:08    |
| 18. | „Burn / Rescue”                            | 2:26    |
| 19. | „Future Soldiers”                          | 3:13    |
| 20. | „Retreat”                                  | 1:39    |
| 21. | „Ramses Station”                           | 2:40    |
| 22. | „Interrogating Salim”                      | 1:59    |
| 23. | „Safehouse” (Brian Tuey)                   | 2:01    |
| 24. | „Liberty Road”                             | 2:53    |
| 25. | „Dreams” (feat. Azam Ali)                  | 6:24    |
| 26. | „A World Upside Down”                      | 4:00    |
| 27. | „Ego Vivo”                                 | 2:20    |
| 28. | „Therapy”                                  | 2:32    |
| 29. | „Sand Castle”                              | 3:16    |
| 30. | „Lotus Towers”                             | 2:33    |
| 31. | „What Has Taylor Become?”                  | 1:36    |
| 32. | „Leviathan”                                | 2:13    |
| 33. | „I Live” (Orchestral Version)              | 3:31    |
| 34. | „Cold Hard Cash” (feat. Antonia Bennett)   | 3:48    |
| 35. | „Snakeskin Boots”                          | 3:01    |
| 36. | „Double-Tap Rootbeer”                      | 0:51    |
| 37. | „Mulekick”                                 | 0:37    |
| 38. | „Revive Soda”                              | 0:38    |
| 39. | „Jugger-Nog”                               | 0:21    |
| 40. | „Widow’s Wine”                             | 0:45    |
| 41. | „Speed Cola”                               | 0:34    |